# The Epoch Times

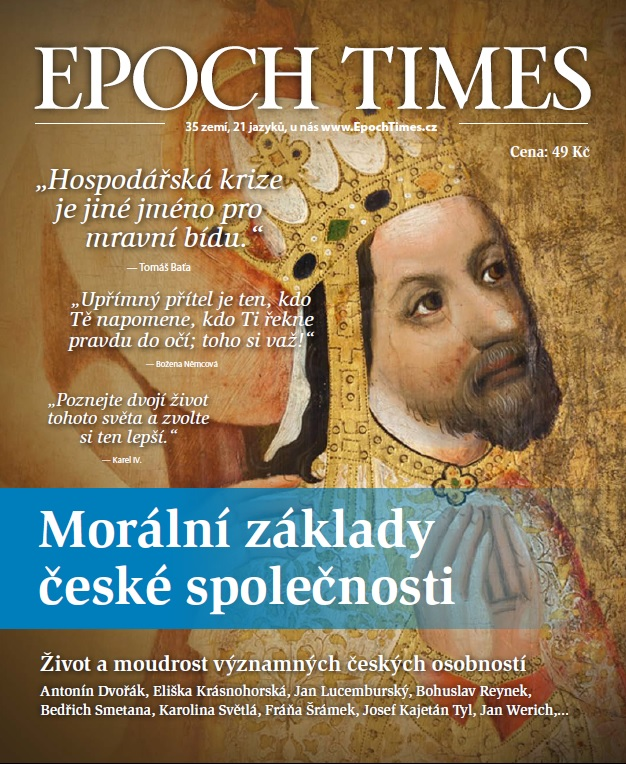
Titulní strana speciálního vydání české pobočky The Epoch Times.

The Epoch Times jsou krajně pravicové mezinárodní vícejazyčné noviny a mediální společnost spojená s novým náboženským hnutím Fa-lun-kung. Noviny se sídlem v New Yorku jsou součástí mediální skupiny Epoch Media Group, která provozuje také televizi New Tang Dynasty (NTD). Deník Epoch Times má internetové stránky ve 35 zemích, ale v kontinentální Číně je blokován.
Deník Epoch Times vystupuje proti Komunistické straně Číny, v Evropě podporuje krajně pravicové politiky a v USA prezidenta Donalda Trumpa; podle zprávy NBC News z roku 2019 je po Trumpově kampani druhým největším sponzorem protrumpovské reklamy na Facebooku. Zpravodajské weby a youtubové kanály skupiny Epoch Media Group šířily konspirační teorie, jako je QAnon a dezinformace proti očkování, a nepravdivá tvrzení o podvodech v prezidentských volbách ve Spojených státech v roce 2020.
Typické číslo novin obsahuje sekci pro světové a národní zpravodajství, názorové komentáře, sport, zábavu, obchod, umění a cestování, zdraví a automobily. V roce 2020 je deník The New York Times označil za "dezinformační stroj globálního rozsahu". Epoch Times často propagují další skupiny spojené s Fa-lun-kungem, jako je například umělecká společnost Šen Jun (Shen Yun).

## Historie
The Epoch Times byly založeny v roce 2000 Johnem Tangem a skupinou dalších čínských Američanů, kteří utekli před komunistickým režimem z Čínské lidové republiky. Přáli si vytvořit nezávislé médium s necenzurovanými a pravdivými informacemi. Zpočátku se vydání novin převážně zaměřovala na kritiku Komunistické strany Číny, její domácí i zahraniční politiky. Taktéž na její porušování lidských práv, zvláště v souvislosti se stíháním lidí praktikujících Fa-lun-kung, cvičení a meditace ke zušlechtění těla a ducha, a nauky o zušlechťování morálního charakteru. Poté co počet příznivců Fa-lun-kungu v Číně přesáhl 70 milionů, byli v červenci 1999 postaveni Komunistickou stranou Číny mimo zákon a začali být pronásledováni pod nálepkou kacířského náboženství a sekty. Podle mezinárodní lidskoprávní organizace Amnesty International  byly desítky tisíc praktikujících Fa-lun-kungu svévolně zadrženy, během zadržení podrobeni zvláště krutému zacházení, a často nuceny se pod tlakem mučení a jiného špatného zacházení vzdát svého duchovního přesvědčení.
V květnu 2000 byly noviny poprvé publikovány v čínském jazyce v New Yorku, a web byl spuštěn v srpnu 2000.
V roce 2003 byla spuštěna anglická internetová verze, v novinové podobě v roce 2004. Jejich jazykové a zpravodajské pokrytí přesáhlo lokálními edicemi do USA, Kanady, Austrálie, Nového Zélandu, Japonska, Indonésie, Tchaj-wanu, Hongkongu a několika evropských zemí.
Pozornost si The Epoch Times získaly vydáním publikace Devět komentářů ke komunistické straně, která má vyjmenovávat největší zločiny daného režimu v Číně. Byla vydána v nákladu 30 000 kusů a následně v takřka milionu kopií, kdy část byla do pevninské Číny přepravena návštěvníky USA po návratu domů. Kniha měla vybudit vystoupení více než 250 milionů čínských občanů ze strany a navázaných organizací. Dle odborné studie v l. 2004-2005 byla většina informací o The Epoch Times a knize na čínském internetu zablokována, a čínská administrativa měla podle The Epoch Times například vytvářet nátlak na hongkongská média, aby zastavila vydávání jejich novin.
Roku 2006 vyvolala skandál jejich reportérka, Dr. Wenyi Weng, když při uvítací ceremonii tehdejšího čínského prezidenta Chu Ťin-tchaa narušila jeho proslov před Bílým domem výkřiky směrem na čínského prezidenta, aby zastavil pronásledování Fa-lun-kungu v Číně. Křičela také na přítomného prezidenta USA George Bushe, aby zastavil násilné represe v Číně. Doktorka Wenyi Weng uvedla, že v té době pracovala na reportážích o prvních obviněních čínských vojenských nemocnic ze zneužívání zadržovaných příznivců Fa-lun-kungu k orgánovým transplantacím. Na tiskové konferenci, poté co jí soud USA zprostil všech obvinění, uvedla, že jí ujely nervy, když před sebou viděla čínského prezidenta a musela začít křičet. Pravdivost obvinění z násilných odběrů orgánů o několik měsíců později potvrdili kanadští vyšetřovatelé David Kilgour a David Matas ve své zprávě Krvavá sklizeň. Dr. Wangová vysvětlila své motivy v lednu 2011 v článku publikovaném v deníku Epoch Times. Incident okolo Wang Wenyi vyvolal diskusi nad otázkou propojení deníku Epoch Times s Fa-lun-kungem, právě členové této skupiny měli stát u vzniku média, ale Stephen Gregory, výkonný činitel The Epoch Times uvedl, že neexistuje žádné majetkové či reprezentační spojení mezi médiem a Fa-lun-kungem. Vyzdvihl naopak zpravodajství o tématech, kterým západní média nevěnují pozornost. Později v roce 2020 vydal deník prohlášení, že ačkoliv byl založen lidmi praktikujícími Fa-lun-kung, „jedná se o nezávislý podnik, který nezastupuje Falun Gong, ani jím není vlastněn“.

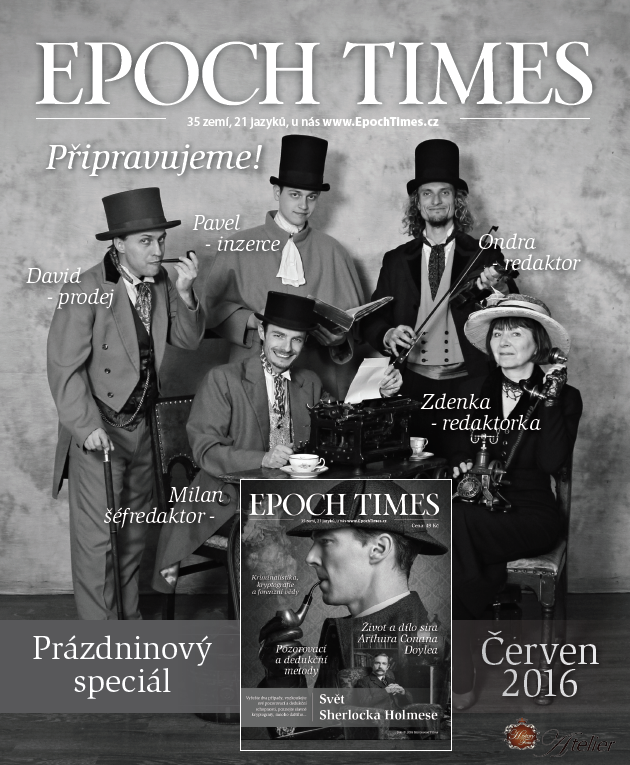
Česká redakce Epoch Times v History fotoateliéru Praha.

V roce 2011 Stephen Harper, kanadský premiér, napsal: „Od svého počátku působení v Kanadě v roce 2000 se Epoch Times stal populárním zdrojem informací o záležitostech a událostech zajímavých pro čínsko-kanadskou komunitu (...) S lokálními edicemi publikovanými v Torontu, Vancouveru, Montréalu, Ottawě a Calgary/Edmontonu jsou dnes Epoch Times největšími denními novinami svého typu v zemi.“
Česká pobočka Epoch Media Group v l. 2015 až 2017 vydala osm čísel magazínu Epoch Times. Šéfredaktorem a nakladatelem byl Milan Kajínek. Její internetová verze naopak funguje a pravidelně zveřejňuje články týkající se zpráv z domova, Číny, Spojených států a oblasti ekonomiky a dalších. Česká redakce vydala v českém jazyce knižní tituly 9 komentářů ke komunistické straně (2005), Jak přízrak komunismu vládne našemu světu (2020) a přeložila knihy Za Čínu spravedlivější (Nakl. Marek Belza, 2011), Jatka (Nakl. C-Press, 2015).
NBC News uvádějí, že americkou politiku, kterou The Epoch Times nyní hojně pokrývají, až do r. 2016 spíše pomíjeli.
Pracovní skupina Stanfordovy univerzity, zaměřená na vlivové aktivity ČLR ve Spojených státech, označila ve svém výstupu z r. 2018 The Epoch Times za nezávislé na kontrole Číny, ale na rozdíl od dřívějších vyjádření zástupce vydavatelství také za napojené na Fa-lun-kung, jejich mediální výstupy o Číně za nevyrovnané. Zároveň se vydavatelství stalo jedním z mála nezávisle informujících, čínsky publikujících médií v USA.
Analýza Blind Bias ze srpna 2020, jejímž autorem je projekt AllSides, ukázala, že téměř 65 % respondentů hodnotilo The Epoch Times jako médium, jehož obsah je vyvážený (středový). Respondenti hodnotili články různých médií, aniž by věděli, od jakého média pocházejí a kdo je vydával. „Do léta 2020 jsme toto médium hodnotili jako pravicové. Výsledek nového průzkumu pobídl editorial k revizi Epoch Times, na jehož základě tým AllSides došel k obecnému závěru, že obsah média je nakloněný vpravo. I když styl psaní Epoch Times je převážně středový, rozhodli jsme se jej označit jako nakloněný pravici z toho důvodu, že výběr témat je nakloněný pravicově a významné procento článků ukazuje konzervativce v pozitivnějším světle a levici v negativnějším světle.“

## Ocenění
- National Ethnic Press & Media Council Award 2005: Tato výroční cena byla udělena deníku Epoch Times jako „silnému zastánci lidských práv a demokratických hodnot“. Noviny rovněž získaly uznání za to, že jako první informovaly o zakrývání viru SARS čínskými orgány.[62]
- Asian American Journalists Association National Award 2005: Deník The Epoch Times byl oceněn za „excelenci ve zpravodajství o asijsko-amerických otázkách,“ a za svůj redakční příspěvek Devět komentářů o komunistické straně.[63][64][65]
- Mediální cena Mezinárodní společnosti pro lidská práva 2005: V květnu 2006 udělila Internationale Gesellschaft für Menschenrechte zvláštní mediální cenu německému vydání deníku „The Epoch Times“, za rozsáhlé a pravidelné zpravodajství o porušování lidských práv v Číně.[66]
- Canadian Centre for Abuse Awareness 2012: Cindy Gu, prezidentka a vydavatelka Epoch Times Kanada, byla 11. října 2012 oceněna Diamantovou jubilejní medailí královny Alžběty II. na benefiční akci Canadian Centre for Abuse Awareness. Ocenění bylo uděleno za její práci v oblasti šíření povědomí o porušování lidských práv v Číně a odebírání orgánů praktikujícím Fa-lun-kungu.[67]
- National Ethnic Press and Media Council Award 2012: Čínské vydání deníku The Epoch Times obdrželo výroční ocenění za „vynikající v redakci, svobodu projevu, nejlepší koncept a vizuální prezentaci“.[68][69]
- New York Press Association Award 2012: Deník The Epoch Times obsadil první místo v kategorii Nejlepší reklama; Segment 2 pro speciální sekci vyrobenou v březnu 2012 pro Asijský týden v New Yorku. „Velká speciální sekce obsahuje pět silných složek: Skvělé pokrytí, atraktivní design, dobré umění, silný obsah a dobře navržená bezplatná reklama,“ uvedl Richter, porotce New York Press Association. „Celkem vzato je to jedna z nejkrásnějších sekcí, jaké jsem kdy v novinách viděl.“[70]
- Sigma delta cchi award 2012: Matthew Robertson, redaktor a výzkumník newyorské pobočky deníku The Epoch Times, získal v roce 2013 ocenění Sigma delta cchi, organizace profesionálních žurnalistů, za reportování o „krutostech nucených odběrů orgánů živým lidem v Číně“ v průběhu roku 2012.[64][71]
- Newswomen’s Club Award 2013: Newyorský klub zpravodajek ocenil reportérku listu Epoch Times Genevieve Belmakerovou za reportáž o hurikánu Sandy. Napsala sérii čtyř příběhů zachycujících zkušenosti evakuovaných lidí, které bouře připravila o střechu nad hlavou, a žijících v hotelovém programu sponzorovaném městem.[64][72]
- New York Press Association 2014 (25 ocenění): Manhattanská redakce deníku Epoch Times si odnesla celkem 10 ocenění za první místo, 6 za druhé místo, 5 za třetích místo a čtyři čestná uznání za oblasti editoriálu, fotografie, grafiky a reklamy v rámci Better Newspaper Contest pořádané New York Press Association.[73]
- Best of News Design Creative Competition 2015: Deník získal ocenění v sekci Dine and Unwind a příběh o domorodém skandinávském umění. Ocenění v soutěži Best of News Design udělila Society for News Design.[74]
- New York Press Association 2015 (8 ocenění): Zaměstnanci redakce deníku Epoch Times získali 10 ocenění v oblasti editoriálu, fotografie, designu a reklamy v rámci Better Newspaper Contest pořádané New York Press Association.[75]
- Ippies Award 2015: Čínskojazyčné vydání Epoch Times v New Yorku získalo hlavní cenu za design tištěné publikace 11. června 2015 na akci pořádané City University of New York Graduate School of Journalism. Ippies Awards uděluje Center for Community and Ethnic Media.[76]
- New York Press Association 2017 (11 ocenění): Na výroční konferenci New York Press Association, kde byli vyhlášeni vítězové soutěže Better Newspaper Contest, získal deník celkem 11 ocenění za celkovou kvalitu a pro jednotlivé novinář.[77]
- Festival Content 2020: Deník Epoch Times získal ocenění za Nejlepší dokumentární snímek roku 2020 na filmovém festivalu CONTENT v kategorii Zprávy a žurnalistika. Oceněný snímek Vyšetřování voleb 2020[78] zpracoval investigativní reportér Joshua Philipp. Festival probíhal v Dallasu od 1. do 4. února 2021.[79][80]
- Best Video Magazine 2021: Na texaském filmovém festivalu a summitu médií CONTENT 2021 získal deník The Epoch Times a program Epoch TV nazvaný Crossroads, ocenění Best Video Magazine v kategorii Zprávy & Žurnalistika. Samotný deník The Epoch Times byl oceněn cenou Pravda v žurnalistice.[81][82]

## Dokumentární snímky
Deník se od roku 2020 začal věnovat natáčení dokumentárních snímků a v roce 2021 spustil vysílání placeného kanálu Epoch TV.
- DeSantis: Florida vs. Lockdowns (2021): Moderátor pořadu America thought leaders Jan Jekielek a štáb deníku strávili několik dní v těsné blízkosti floridského guvernéra Rona DeSantise a sledovali jeho postupy v boji proti epidemii covidu-19. Guvernér deníku poskytl několik exkluzivních interview.[84]

- Vyšetřování voleb 2020 (2020): Investigativní novinář Joshua Phillip se vydává po stopách tvrzení, že se během prezidentských voleb v USA v roce 2020 odehrála celá řada podvodů. Mimo jiné zkoumá pozadí společnosti Dominion Voting Systems a zpovídá řadu expertů na výpočetní techniku a hlasovací zařízení.[85]

- Manipulace s Amerikou – Čínská komunistická příručka (2020): Dokumentární snímek zkoumá nástroje a přístupy propagandy Komunistické strany Číny, které jsou v praxi využívány v oblasti USA a zbytku světa.[86]

- Pátrání po původu wuchanského koronaviru (2020): Dokumentární snímek zkoumá události okolo propuknutí epidemie a následné pandemie v roce 2019. Pátrá po původu nového koronaviru. Přináší podrobný chronologický sled událostí doplněný vstupy řady uznávaných expertů v oblasti virologie, bezpečnosti a současné politické situace v Číně. Odhaluje, kdo skutečně ovládá wuchanskou P4 virologickou laboratoř.[87]

## Kritika a kontroverze
Redaktor deníku The New York Times Kevin Roos publikoval v říjnu 2020 článek, v němž se věnuje vztahu novin k Fa-lun-kungu a zejména tomu, co popisuje jako velmi pozitivní vyjadřování média o Donaldu Trumpovi. Roos uvádí, že se noviny staly jeho zastánci již v r. 2016, kdy měly svou taktiku podpory údajně založit na šíření pravicových dezinformací a agresivních taktikách na Facebooku. Deník Epoch Times na článek konkurenčního média The New York Times reagoval tiskovým prohlášením, v němž prohlašuje, že Kevin Roos ve svém článku poskytuje „málo faktů a mnoho zaujatosti“.
Podle politologa newyorské univerzity, Ming Xia, může také jít o reakci média na přitvrzování amerického postoje vůči Číně právě prezidentem Trumpem. Další motivací[zdroj?] může být právě napojení na Fa-lun-kung, jehož členové se měli stát oběťmi odebírání orgánů čínským režimem, a to včetně zřetele při vybírání nedobrovolných dárců z řad vězňů, kdy byli podle zpráv CNN vybíráni častěji.
V září 2018 upozornili The Washington Post na předání složky prezidentovi USA reportérkou vydavatelství, když Donald Trump opouštěl místnost po tiskové konferenci.[zdroj?] Prezident Trump se měl v roce 2018 k The Epoch Times vyjádřit v pozitivním smyslu, konkrétně jako „nejvíce důvěryhodným novinám“.
V srpnu 2019 NBC News uvedli, že deník podpořil Donalda Trumpa skrze 11 tisíc reklam, které měl deník údajně zadat a šířit pomocí Facebooku, náklady činily více než 1,5 milionu USD. Epoch Times v reakci na informace šířené stanicí NBC uvedl, že se jedná o dezinformaci, protože každé médium, které propaguje své články nebo reportáže s politickým obsahem, je podle pravidel Facebooku nuceno označit takový obsah jako „politickou reklamu“. Jednalo se tedy podle vydavatele deníku o redakční články, které pokrývaly události související s administrativou Donalda Trumpa, nikoliv o reklamu podporující prezidenta, jak tvrdila NBC. Stejným způsobem propagují svůj obsah na Facebooku i jiná média (například The New York Times). Podle NBC reklamy obsahovaly konspirační teorie o „deep state“ a kritizovaly „fake news“, které šíří média v USA. NBC označuje The Epoch Times za jednoho z největších co do počtu sledujících na sociálních sítích, také zmiňuje nárůst uznání ve světě konzervativních médií. V reakci na to Facebook některé jejich reklamy s politickým obsahem zablokoval.
V říjnu 2019 přinesli reportéři Snopes důkazy o napojení Đại Kỷ Nguyên (Vietnamese Epoch Times) na stránku The Beauty Life, která prostřednictvím facebookových stránek s podporou 28 milionů sledujících šířila konspirace zahrnující postavu filantropa George Sorose. Jedna ze stránek náležejících The Beauty Life měla údajně na Facebooku podpořit QAnon, konspirační teorii s postupně narůstajícím vlivem a spojenou s více či méně kontroverzními tvrzeními mluvících o spásné roli Donalda Trumpa v boji proti pedofilní a zločinné skupině především Demokratů. Společnost Epoch Media Group (EMG) a deník The Epoch Times v reakci na vznesená tvrzení uvedla, že s Đại Kỷ Nguyên (Vietnamese Epoch Times (VET)) byli nuceni přerušit vazby již v říjnu 2018. Společnost EMG „nebyla nikdy přidružena k Beauty Life (BL), není zapojena do činnosti BL, ani nepodporuje chování BL, o kterém se tvrdí, že se na něm EMG podílí“. EMG ale zároveň připustila, že BL je skutečně napojena na Vietnamese Epoch Times. Oddělení projektů VET a BL od EMG podle společnosti „ilustruje fakt, že YouTube pozastavil kanály VET a BL na příkaz hongkongské pobočky The Epoch Times, z důvodu opakovaného porušování autorských práv.“
Po prezidentských volbách v USA v roce 2020 deník The Epoch Times přinášel zpravodajství o množících se nařčeních z volebních podvodů v několika státech USA, které měly údajně vést k nelegitimní výhře Joea Bidena, a tedy prohře Donalda Trumpa.. Mediální pokrytí obsahovalo vývoj volebních auditů, záznamy veřejných slyšení, analýzy kamerových záznamů, nebo výpovědi a analýzy, například Matta Braynarda z Voter Integrity Project, skupiny analytiků z Data Integrity Group a podobně. Deník The New York Times označil obvinění z volebních podvodů za „bublinu pravicových médií“. V podobném duchu o událostech informovaly také Financial Times.
V květnu 2024 byl finanční ředitel The Epoch Times Weidong „Bill“ Guan obžalován americkým ministerstvem spravedlnosti za údajné rozsáhlé nadnárodní praní peněz a bankovní podvody v hodnotě nejméně 67 milionů dolarů. Ministerstvo uvedlo, že nelegálně získané prostředky byly převedeny na účty spojené s The Epoch Times, a tak navýšily příjmy společnosti za pouhý jeden rok o téměř 400 procent, přičemž část posloužila i k osobnímu obohacení některých jednotlivců včetně Guana.